# Glacier Blanc
Der Glacier Blanc ist ein Gletscher im französischen Département Hautes-Alpes. Seinen Namen (»Weißer Gletscher«) verdankt er dem Umstand, dass – anders als etwa beim benachbarten Glacier Noir (»Schwarzer Gletscher«) – seine Oberfläche durch das Fehlen von Moränenschutt makellos sauber erscheint.
Gletscher, die weitgehend frei von Moränenschutt sind, werden im Französischen ganz allgemein als glacier blanc bezeichnet.

## Geografie

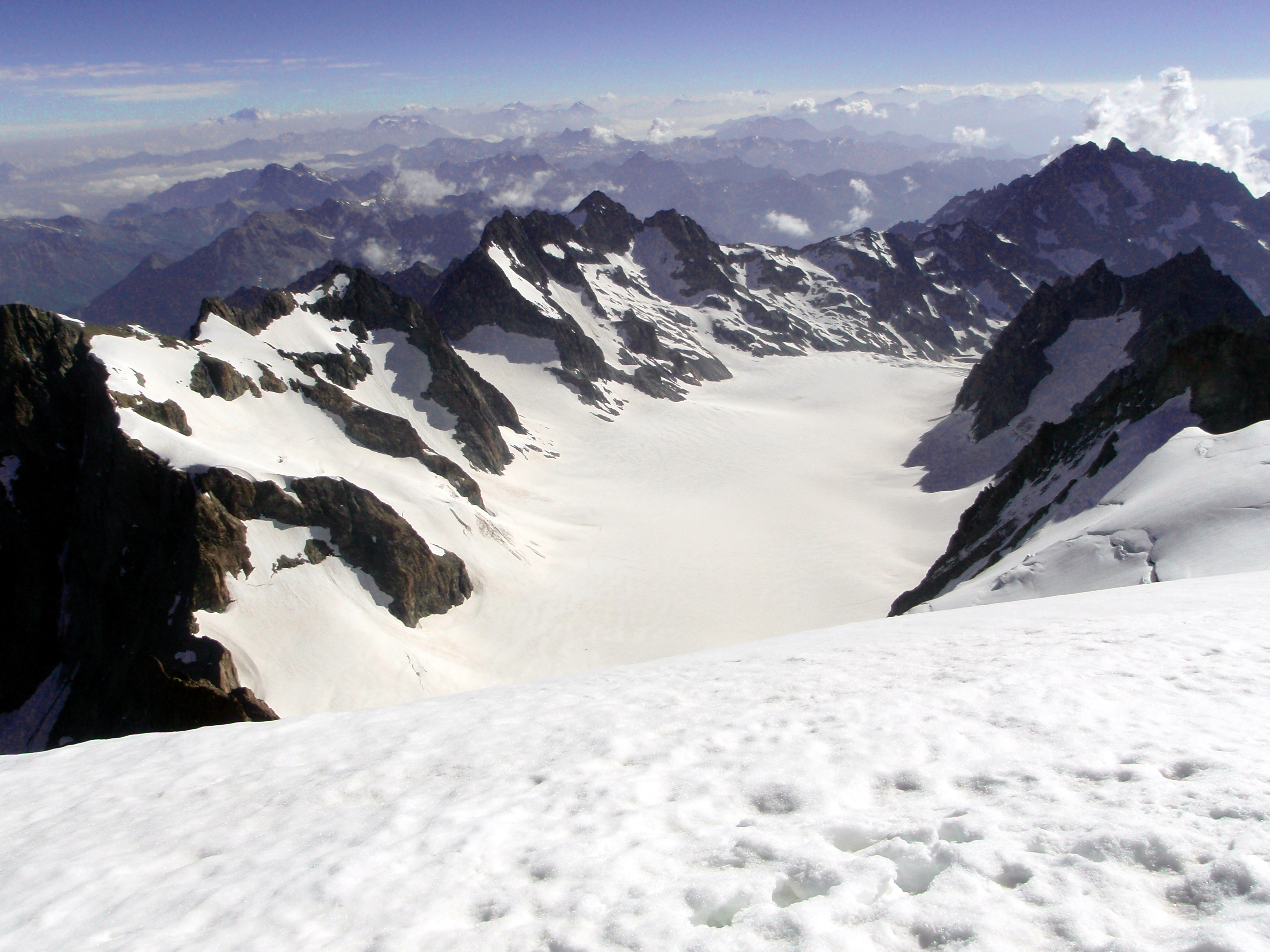
Der Glacier Blanc gesehen vom Dôme de Neige des Écrins.

Seinen Ursprung hat der Glacier Blanc an der Nordseite des südwestlichsten Viertausenders der Alpen, der 4102 m hohen Barre des Écrins. Vom südlich gelegenen Glacier Noir ist er durch den Crête de l'Encoula (andere Schreibweise: Crête de l'Encula) genannten Kamm getrennt, der von der Barre des Écrins zur Pointe du Serre Subeyran hinüberzieht. Der obere Teil des Gletschers wird nach diesem Grat manchmal als Glacier de l'Enc(o)ula bezeichnet; in einigen älteren Karten wird dieser Name für den gesamten Gletscher verwendet.
Mit seiner (im Jahr 2002) 5,9 km langen Zunge ist der Glacier Blanc der längste Gletscher des Écrins-Massivs. Seine Fläche von 5,34 km² (2002) reicht jedoch nicht an die des Glacier de la Girose und des Glacier du Mont-de-Lans heran, die ein gemeinsames System bilden. Der Glacier Blanc ist ein typischer Talgletscher, der sich unterhalb der Barre zunächst bogenförmig in nordöstlicher Richtung erstreckt, bevor seine Zunge in einem Eisbruch nach Südosten umbiegt. Seine durchschnittliche Neigung beträgt etwa 30 %. Sie ist im flachen Mittelteil jedoch deutlich geringer als in der Nordflanke der Barre des Écrins oder im unteren Zungenbereich mit dem Eisbruch.
Der Gletscher wird an seiner orografisch linken Seite unter anderem von den Gipfeln des Roche Faurio (3730 m), Pic de Neige Cordier (3614 m) sowie dem Montagne des Agneaux (3664 m) begrenzt. Die Crête de l'Encoula zieht als südseitige Begrenzung von der Barre des Écrins über Barre Noir (3661 m), Pointe Mettrier (3664 m), Pointe de la Grande Sagne (3660 m) zur Pointe du Serre Subeyran (3472 m). Zwischen den das Gletscherbecken einfassenden Gipfeln sind kleine Seitengletscher eingelagert, die den Hauptstrom speisen.

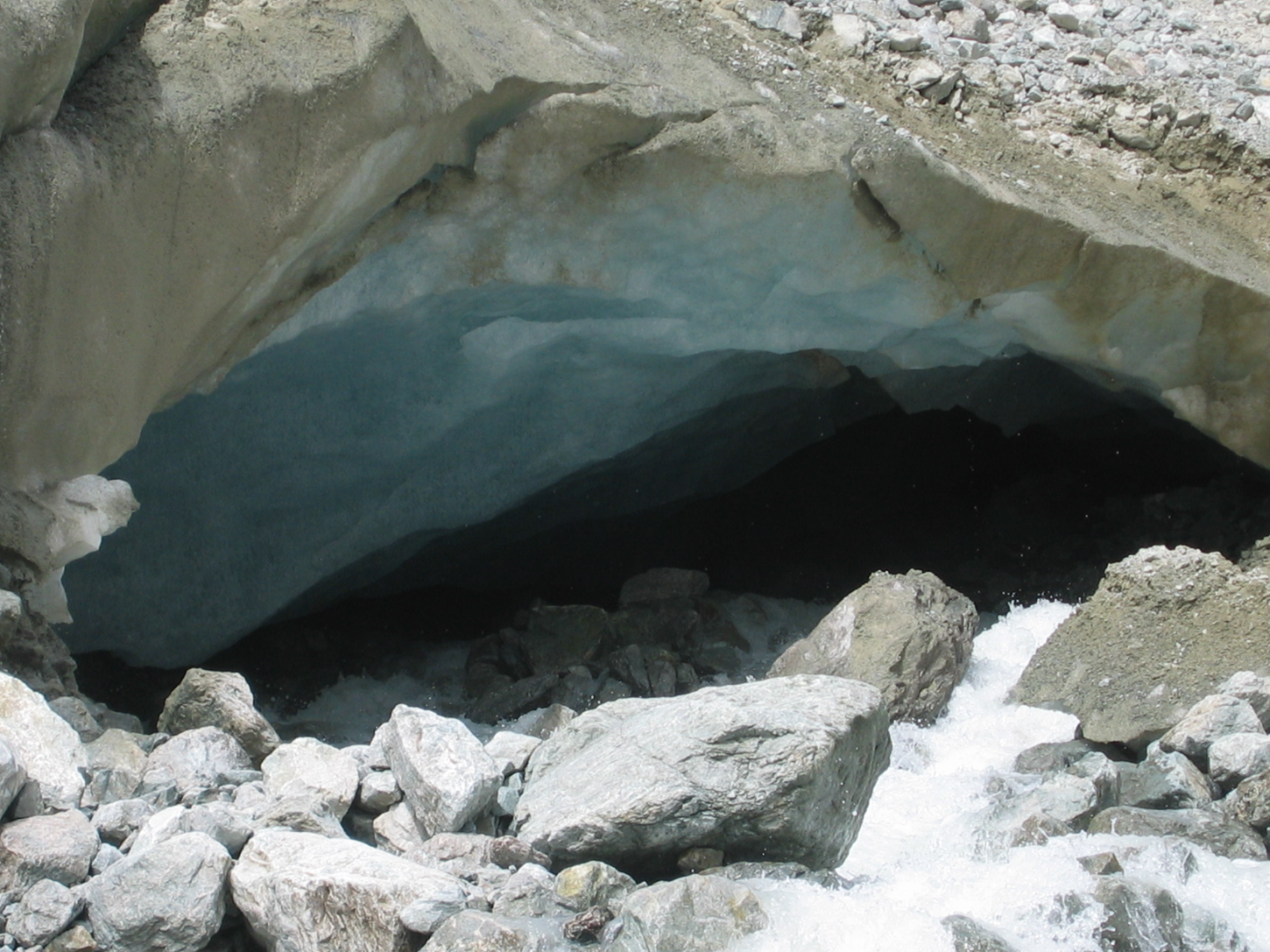
Das Gletschertor des Glacier Blanc.

In seinem mittleren Teil ist der Hauptstrom (ohne Seitengletscher) des Glacier Blanc etwa 800 bis 1000 Meter breit. Die größte Eistiefe beträgt auf Höhe des Refuge des Écrins bis zu 250 Meter; sie ist damit seit 1985 um rund 30 Meter zurückgegangen. Der Gletscher fließt in seinem zentralen Bereich mit einer Geschwindigkeit von rund 40 (Mitte der 1980er Jahre 50), im Bereich der unteren Zunge von etwa 30 Metern pro Jahr. Der Reaktionszeitraum, der vergeht, bis die unterste Zunge durch Vorstoß oder Rückzug auf wesentlich veränderte Verhältnisse im Nährgebiet reagiert, beträgt beim Glacier Blanc etwa 6 Jahre. Von seinem Ursprung auf über 4000 m Höhe bis zum Gletschertor auf derzeit etwa 2400 m (2002: 2315 m) überwindet der Glacier Blanc einen Höhenunterschied von rund 1600 Metern.
Die Firnlinie, die das Nährgebiet vom Zehrgebiet trennt, liegt beim Glacier Blanc an den nordseitigen Hängen auf etwa 2750 m, an den südseitigen Flanken auf etwa 2950 m. Die Massenbilanz des Gletschers ist derzeit noch nicht vollständig untersucht.
Der Glacier Blanc entwässert über den Torrent du Glacier Blanc, den Gyr, die Gyronde, die Durance und schließlich die Rhône ins Mittelmeer.

## Erschließung
Vom Pré de Madame Carle mit dem Refuge Cézanne, wo die Straße vom Dorf Ailefroide im Vallouise an einem großen Parkplatz endet, führt ein alpiner, viel begangener Wanderweg hinauf zum Refuge du Glacier Blanc (2542 m), das in Sichtweite der Gletscherzunge liegt. Rund 100 Höhenmeter unterhalb der Hütte passiert der Weg das Ancien Refuge Tuckett, einen kleinen Unterkunftsbau aus dem ausgehenden 19. Jahrhundert. Die heute als Ausstellungsobjekt genutzte primitive Hütte wurde direkt neben einer großen Steinplatte errichtet, die den Erschließern des Gebietes zuvor als Biwakplatz diente. Nach dem englischen Alpinisten Francis Fox Tuckett wurde der Unterschlupf mit britischem Humor Hotel Tuckett genannt.
Zwei Gehstunden weiter oben thront das Refuge des Écrins auf 3170 m Höhe auf einer aussichtsreichen Felskanzel hoch über dem Glacier Blanc. Ein Großteil des Hüttenanstiegs führt direkt über den Gletscher und kann wegen der Spaltensturzgefahr nur von vollständig ausgerüsteten Hochalpinisten bewältigt werden. Der hochalpine Stützpunkt mit 119 Lagern ist in der Hochsaison oft hoffnungslos überbelegt.
Von La Bérarde (1713 m), dem alpinistischen Zentrum im Haut Vénéon, erreicht man den Glacier Blanc über den das Val de Bonne Pierre abschließenden Col des Écrins (3367 m). Es handelt sich um eine Tagestour im Schwierigkeitsgrad PD. Der westliche Zustieg zum Col ist steil und anspruchsvoll, obwohl im oberen Teil Drahtseile die Sicherung erleichtern. An der östlichen Seite reicht der Glacier Blanc bis unmittelbar an die schmale Einschartung.

## Historische Entwicklung

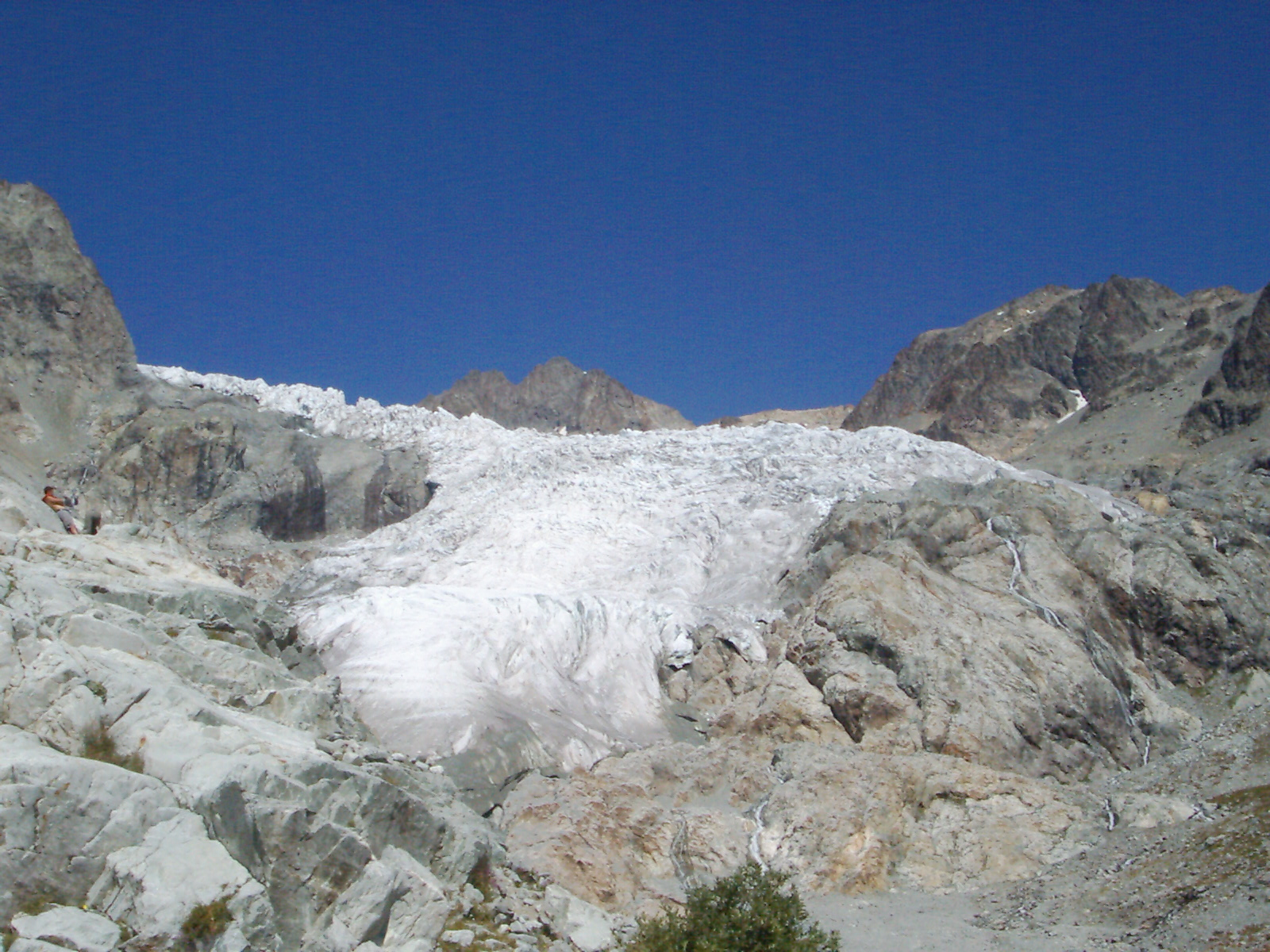
Das Zungenende des Glacier Blanc im Jahr 2004.

Wie fast alle Alpengletscher schmilzt auch die Zunge des Glacier Blanc zurück. In früheren Zeiten, zuletzt 1866, bildete er mit seinem südlichen Nachbarn, dem schuttbedeckten Glacier Noir, ein einziges Gletschersystem, dessen Zungen sich oberhalb des Pré de Madame Carle vereinigten. Während der Kleinen Eiszeit
erreichten die vereinigten Eiskörper im Jahr 1815 ihre Maximalausdehnung und endeten etwa auf Höhe der Cézannehütte (1874 m).
Heute (2010) liegt die Zunge des Glacier Blanc auf einer Höhe von etwa 2400 m. Für das 20. Jahrhundert wird der Rückgang auf etwa 1 km beziffert, was mit einem Flächenverlust von rund 2 km² einherging. Allein zwischen 1989 und 1999 verlor der Gletscher rund 210 Meter, weitere 300 Meter folgten in den Jahren bis 2006. Die Eisdicke ging in den Jahren von 1981 bis 2002 im Mittel um 13,5 Meter zurück, damit einher ging ein Massenverlust von schätzungsweise 70 Millionen m³ Eis.